# Aritenoide
El dos cartílags aritenoides formen part de l'òrgan de la laringe. Tenen forma de piràmide de tres cares. En la seva base tenen una petita concavitat que serveix de superfície d'unió amb la fossa articular de la làmina del cartílag cricoide.
A cada costat de la base hi ha una apòfisi:
- l'apòfisi vocal, més prima, on s'insereix el lligament vocal i el múscul vocal, formant part del plec vocal
- l'apòfisi muscular, més gruixuda, on s'insereixen diversos músculs laringis (cricoaritenoidal posterior i lateral, aritenoidal oblic, tiroaritenoidal)

En la part superior, en l'àpex de la piràmide, se situa el cartílag corniculat.

## Imatges addicionals

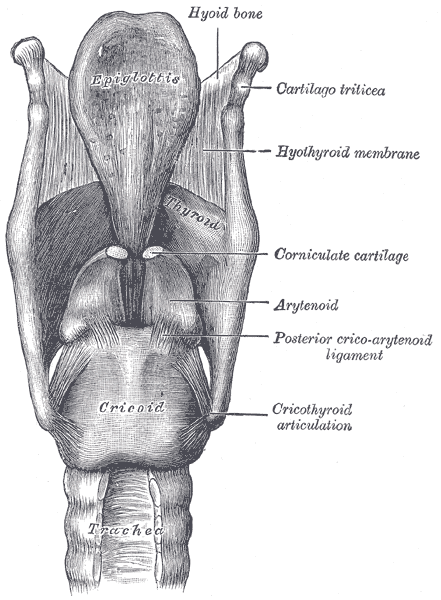
Lligaments de la laringe. Vista posterior.
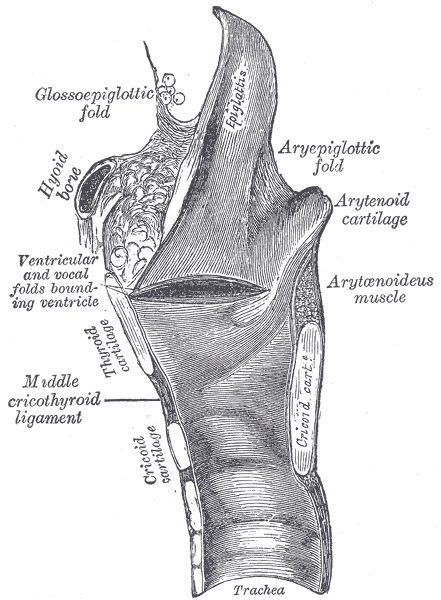
Secció sagital de la laringe i part superior de la tràquea.
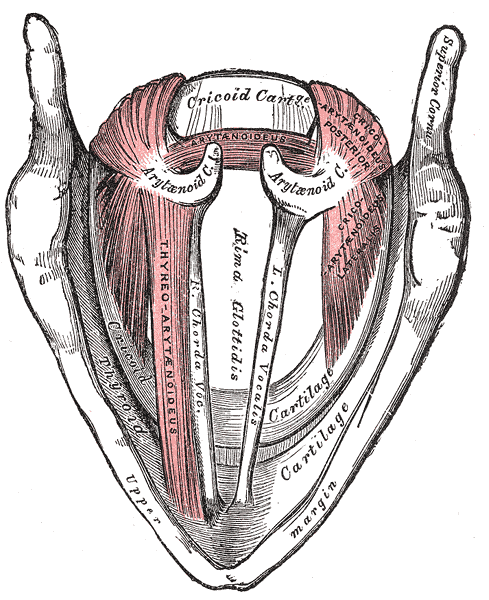
Músculs de la laringe. Vista superior.